# Protaetia ambigua
Protaetia ambigua är en skalbaggsart som beskrevs av Louis Alexandre Auguste Chevrolat 1841. Protaetia ambigua ingår i släktet Protaetia och familjen Cetoniidae. Inga underarter finns listade i Catalogue of Life.